# Apanteles starki
Apanteles starki är en stekelart som beskrevs av Mason 1960. Apanteles starki ingår i släktet Apanteles och familjen bracksteklar. Inga underarter finns listade i Catalogue of Life.